# Airmail (Cocktail)

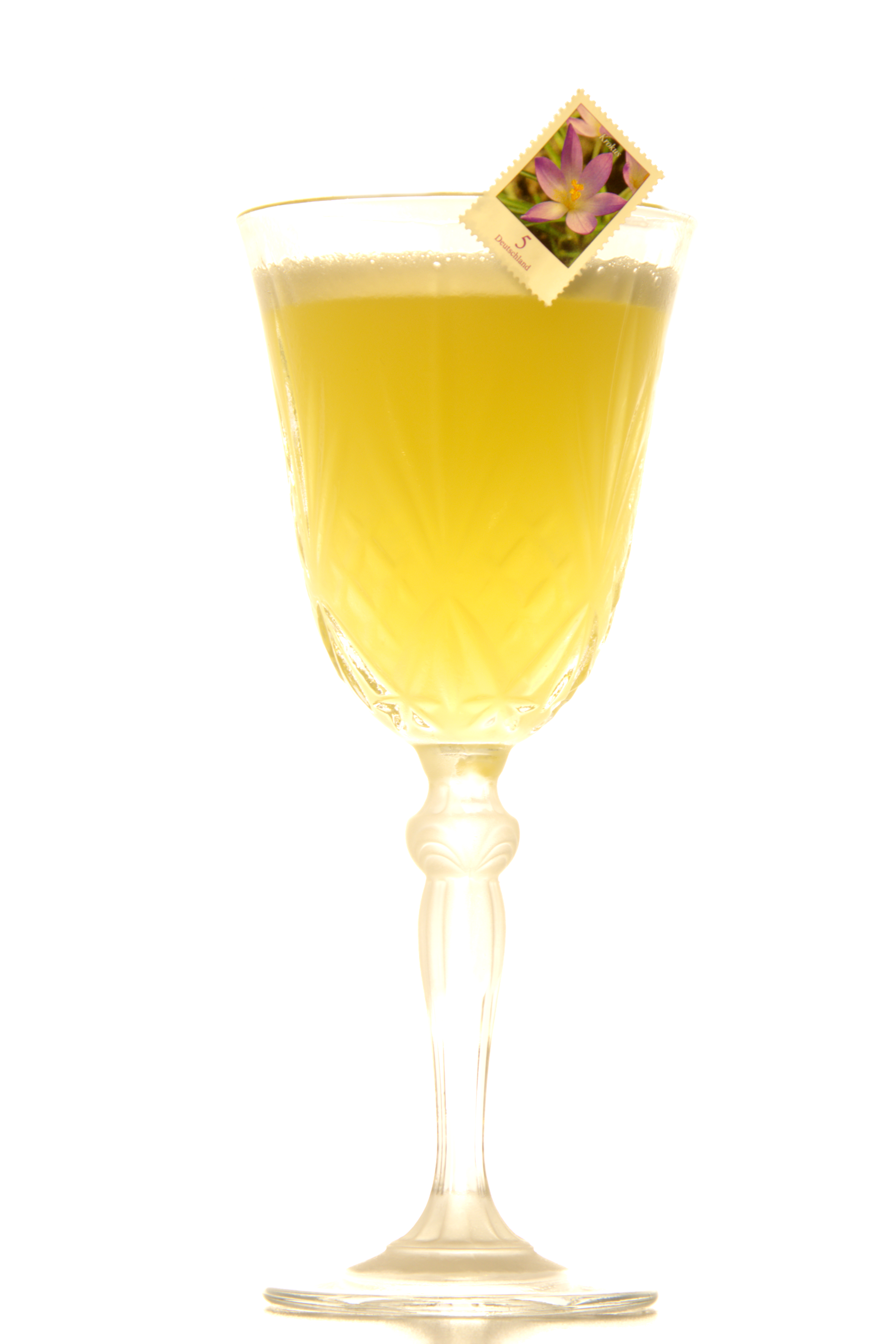
Airmail Cocktail, dekoriert mit einer Briefmarke

Airmail oder Air Mail (auch Airmail Cocktail; von englisch airmail / air mail ‚Luftpost‘) ist ein klassischer Cocktail aus Rum, Limetten- oder Zitronensaft, Honig und Schaumwein. Er entstand vermutlich während oder kurz nach der Prohibitionszeit in den Vereinigten Staaten oder auf Kuba, also in den 1920er oder 1930er Jahren.

## Geschichte
Wie schon beim etwas älteren Aviation Cocktail, zu dessen Rezeptur im Übrigen keine Ähnlichkeit besteht, erinnert der Name an die Luftfahrt, die sich damals rasant entwickelte. Luftpost war in jenen Jahren, als internationale Telefonverbindungen noch eine Seltenheit waren, das schnellste Kommunikationsmittel über Ländergrenzen hinweg. Wegen der Alkoholprohibition war es US-Amerikanern bis 1933 nur im Ausland möglich, legal Alkohol zu trinken – davon profitierte unter anderem Kuba, wo sich in den 1920er Jahren eine ausgeprägte Bar- und Cocktailkultur entwickelte. Seit 1925 bestand eine Flugverbindung von Key West nach Havanna, und im Jahr 1930 begann ein regelmäßiger Luftpostdienst auf der Insel. Wenig später tauchte der Airmail Cocktail erstmals in einer Werbebroschüre des damals noch auf Kuba ansässigen Rum-Herstellers Bacardi auf.
1941 wurde das Rezept in einem Mixbuch veröffentlicht. In seinen Rezeptsammlungen Just Cocktails (1939) und Here’s How (1941) hatte der Autor W. C. Whitfield zahlreiche Drinks aus den Jahren der Prohibition zusammengetragen und mit teils lakonischen Kommentaren versehen. Zum Airmail Cocktail schrieb er: „It ought to make you fly high“ (etwa: er sollte dich hoch fliegen lassen oder zu Höhenflügen verleiten). Die Aufnahme in das 1949 erschienene Handbook for Hosts des Männermagazins Esquire verhalf dem Cocktail einige Jahre später zu größerer Bekanntheit.
In den folgenden Jahrzehnten wurde der Cocktail allerdings nur selten publiziert. Eine gewisse Renaissance erlebte er erst mit der Rückbesinnung auf klassische Rezepturen seit den 2000er Jahren, zu der unter anderem die Verbreitung des 2011 erschienenen PDT Cocktail Book (deutsch: Das geheime Cocktailbuch, 2012) sowie Marketingaktivitäten von Bacardi beitrugen.

## Zutaten und Zubereitung
Basis des Airmail Cocktails ist eine Sour-Mischung aus Rum, Limettensaft und Honig bzw. Honigsirup, die stets zuerst im Cocktail-Shaker mit Eiswürfeln geschüttelt und anschließend in ein vorgekühltes Cocktailglas abgeseiht wird. Danach wird mit gekühltem Schaumwein aufgefüllt und kurz umgerührt. Bei den Zutaten hat der Airmail insoweit Ähnlichkeit mit dem Rum-Drink Canchánchara (gereifter Rum, Limettensaft, Honig), der allerdings ohne Schaumwein auskommt. Esquire sieht im Airmail eine „Kreuzung aus French 75 und Honey Bee“. Der French 75 ist ein Champagner-Drink mit einer klassischen Sour-Mischung aus Gin, Zitronensaft und Zuckersirup; der Honey Bee kombiniert weißen Rum mit Honig und Zitronensaft, ist also eine Daiquiri-Variante mit Honig. Ein moderner Cocktail mit den gemeinsamen Zutaten (gereifter) Rum, Limettensaft und Champagner ist der 2002 entstandene Old Cuban.
Die meisten Rezepte sehen für den Airmail ein Mischungsverhältnis von 3 cl Rum, 1,5 cl Limettensaft und 1,5 cl Honigsirup vor, aufgegossen wird dann mit etwa 3 cl Champagner und garniert entweder – wie bei den meisten Schaumwein-Cocktails – gar nicht oder lediglich mit einer Limettenscheibe am Glasrand; das Imbibe-Magazin empfiehlt einen Tropfen Angosturabitter und ein Blatt Minze, der Rum-Hersteller Bacardi eine Briefmarke.
Der Cocktail kann sowohl mit gereiftem (braunem) Rum als auch mit ungereiftem (weißem) Rum zubereitet werden, wobei sich im ersten Fall ein vergleichsweise aromatischer, im zweiten ein eher milder Honig wie Akazienblütenhonig empfiehlt. Oft wird kubanischer Rum empfohlen. Anstelle von Limettensaft ist auch Zitronensaft möglich. Honigsirup ist eine Mischung aus Honig und Wasser, zum Beispiel im Verhältnis 2:1, die sich gegenüber pur verwendetem Honig leichter dosieren und vermixen lässt. Meist wird der Cocktail mit trockenem Champagner, Crémant oder Sekt aufgegossen, seltener mit Prosecco.
Serviert wird „straight up“, also ohne Eis, in einem vorgekühlten Champagnerglas oder einer Cocktailschale, wobei es auch Rezepte mit deutlich größerer Flüssigkeitsmenge und im Verhältnis mehr Schaumwein gibt, die in einem Collinsglas serviert werden.